# Papialou-Inseln
Die Papialou-Inseln  (deutsch auch: Heuschober-Inseln) sind eine Inselgruppe im Norden von Papua-Neuguinea. Politisch sind sie Teil der  Provinz Manus.

## Geographie
Die Papialou-Inseln sind eine Untergruppe der Admiralitäts-Inseln. Sie liegen 18 km südsüdöstlich von Baluan und 32 km nordöstlich der Insel Alim. Die Gruppe besteht aus zwei Inseln an den beiden Enden eines 1,9 km langen Korallenriffs, ein weiteres kleines Unterwasserriff befindet sich 1,2 km südwestlich davon.

## Geschichte
Die Inseln werden wahrscheinlich seit etwa 1500 v. Chr. von Melanesiern bewohnt. Das Gebiet kam im Jahr 1885 unter deutsche Verwaltung und gehörte seit 1899 zu Deutsch-Neuguinea. Während des Ersten Weltkrieges wurden die Inseln von australischen Truppen erobert und nach dem Krieg als Mandat des Völkerbundes von Australien verwaltet.
1942 bis 1944 wurden die Inseln von Japan besetzt, kehrten aber 1949 in australische Verwaltung zurück, bis Papua-Neuguinea 1975 unabhängig wurde.